# Sam Webster
Pour les articles homonymes, voir Webster.
Sam Webster (né le 16 juillet 1991) est un coureur cycliste néo-zélandais. Spécialiste de la piste, il est triple champion du monde de la vitesse par équipes avec Edward Dawkins et Ethan Mitchell (2014, 2016 et 2017), ainsi que médaillé d'argent aux Jeux olympiques de 2016.

## Biographie
Né à Auckland, Sam Webster fait ses études au sein de l'Auckland Grammar School.
Spécialiste des épreuves de vitesse sur piste, il prend en 2007 la première place aux championnats l'Océanie de vitesse par équipes juniors, avec Sam Steele et Ethan Mitchell. 
Lors des Championnats du monde de cyclisme juniors 2009 à Moscou, Webster se révèle en remportant trois titres : la vitesse, le keirin et la vitesse par équipes, avec Mitchell et Cameron Karwowski. Lors du championnat du monde sur piste 2010 de Copenhague, il termine cinquième de la vitesse par équipes (avec Edward Dawkins et Adam Stewart) et sixième du keirin. La même année, il remporte la médaille d'argent en vitesse par équipes aux Jeux du Commonwealth, après avoir subi une grosse chute en finale. 
En novembre 2010, il reçoit le « Outstanding Young Achiever » lors des Commonwealth Sports Awards.
En 2011, il gagne lors des championnats d'Océanie, deux médailles d'or en vitesse individuelle et par équipes (avec Mitchell et Simon van Velthooven). Il est réserviste de l'équipe de vitesse aux Jeux olympiques de Londres en 2012.
Entre 2012 et 2014, il est membre du trio néo-zélandais  (avec Edward Dawkins et Ethan Mitchell) qui monte année après année les trois marches du podium, pour finir par remporter le championnat du monde de vitesse par équipes en 2014 à Cali (troisième en 2012, deuxième en 2013 et vainqueur en 2014). Aux Jeux du Commonwealth de Glasgow en 2014, il s'adjuge l'or en vitesse individuelle et en vitesse par équipes et l'argent en keirin. En 2015, ils sont battus aux mondiaux par les Français en raison d'un mauvais passage de relais, qui leur coûte le titre.
En 2016, le trio néo-zélandais récupère le titre mondial. En août, Webster est sélectionné pour participer aux Jeux olympiques de Rio de Janeiro. Avec Edward Dawkins et Ethan Mitchell, ils sont les grands favoris de la vitesse par équipes, discipline qu'ils dominent depuis trois ans. Cependant, ils doivent se contenter de la médaille d'argent, battu par les britanniques. Webster se classe également 7e du keirin et 12e de la vitesse individuelle.
En 2017, il est pour la troisième fois champion du monde de vitesse par équipes.  Aux Jeux du Commonwealth de Gold Coast en 2018, il s'adjuge l'or en vitesse individuelle et en vitesse par équipes, comme il l'avait fait quatre ans plus tôt. Aux championnats d'Océanie 2019, il remporte trois médailles d'or.
Après plusieurs années difficiles, il décide d'arrêter sa carrière à l'issue de l'année 2022.

## Palmarès sur piste

### Jeux olympiques
- Rio 2016
  -  Médaillé d'argent de la vitesse par équipes (avec Ethan Mitchell et Edward Dawkins)
  - 7e du keirin
  - 12e de la vitesse individuelle
- Tokyo 2020
  - 7e de la vitesse par équipes
  - 9e de la vitesse individuelle
  - 19e du keirin

### Championnats du monde
| Édition / Épreuve              | Keirin | Vitesse individuelle | Vitesse par équipes                            |
| Le Cap 2008 (juniors)          | 10e    | 9e                   | 4e                                             |
| Moscou 2009 (juniors)          | Or     | Or                   | Or (avec Ethan Mitchell et Cameron Karwowski)  |
| Copenhague 2010                | 6e     | 20e                  | 5e                                             |
| Apeldoorn 2011                 |        | 12e                  | 6e                                             |
| Melbourne 2012                 |        | 1/16e de finale      | Bronze (avec Edward Dawkins et Ethan Mitchell) |
| Minsk 2013                     |        | 4e                   | Argent (avec Edward Dawkins et Ethan Mitchell) |
| Cali 2014                      |        | 13e                  | Or (avec Edward Dawkins et Ethan Mitchell)     |
| Saint-Quentin-en-Yvelines 2015 | 6e     | 6e                   | Argent (avec Edward Dawkins et Ethan Mitchell) |
| Londres 2016                   | 10e    | 7e                   | Or (avec Edward Dawkins et Ethan Mitchell)     |
| Hong Kong 2017                 | 11e    | 7e                   | Or (avec Edward Dawkins et Ethan Mitchell)     |
| Apeldoorn 2018                 | 19e    | 24e                  | 6e                                             |
| Pruszków 2019                  |        | 14e                  | 8e                                             |

### Coupe du monde
- 2010-2011
  - 2e de la vitesse par équipes à Melbourne
  - 3e de la vitesse par équipes à Cali
- 2012-2013
  - 1er de la vitesse par équipes à Aguascalientes (avec Ethan Mitchell et Edward Dawkins)
- 2013-2014
  - 3e de la vitesse à Guadalajara
- 2014-2015
  - 3e de la vitesse par équipes à Guadalajara
  - 3e de la vitesse par équipes à Londres
- 2015-2016
  - 2e de la vitesse par équipes à Cambridge
- 2016-2017
  - 1er de la vitesse par équipes à Los Angeles (avec Ethan Mitchell et Edward Dawkins)
  - 3e de la vitesse à Los Angeles
- 2017-2018
  - 1er de la vitesse par équipes à Milton (avec Ethan Mitchell et Edward Dawkins)
- 2018-2019
  - 1er de la vitesse par équipes à Cambridge (avec Ethan Mitchell et Edward Dawkins)
- 2019-2020
  - 2e de la vitesse à Brisbane
  - 3e de la vitesse par équipes à Cambridge
  - 3e de la vitesse par équipes à Brisbane

### Jeux du Commonwealth
| Édition / Épreuve | Keirin | Vitesse individuelle | Vitesse par équipes                        |
| Dehli 2010        |        | Bronze               | Argent                                     |
| Glasgow 2014      | Argent | Or                   | Or (avec Edward Dawkins et Ethan Mitchell) |
| Gold Coast 2018   | 5e     | Or                   | Or (avec Edward Dawkins et Ethan Mitchell) |
| Birmingham 2022   |        |                      | Bronze                                     |

### Championnats d'Océanie
| Édition / Épreuve           | Keirin | Vitesse individuelle | Vitesse par équipes                              |
| Invercargill 2007 (juniors) |        |                      | Or (avec Sam Steele et Ethan Mitchell)           |
| Invercargill 2009           | Argent | Argent               | Bronze                                           |
| Adélaïde 2010               |        |                      | Argent                                           |
| Invercargill 2011           |        | Or                   | Or (avec Ethan Mitchell et Simon van Velthooven) |
| Adélaïde 2012               |        | Bronze               |                                                  |
| Invercargill 2013           |        |                      | Or (avec Matthew Archibald et Edward Dawkins)    |
| Adélaïde 2014               |        |                      | Or (avec Matthew Archibald et Edward Dawkins)    |
| Invercargill 2015           |        |                      | Or (avec Ethan Mitchell et Edward Dawkins)       |
| Melbourne 2016              | Bronze | Or                   | Or (avec Ethan Mitchell et Edward Dawkins)       |
| Cambridge 2017              |        | Or                   | Or (avec Ethan Mitchell et Edward Dawkins)       |
| Adélaïde 2018               |        |                      | Or (avec Ethan Mitchell et Edward Dawkins)       |
| Invercargill 2019           | Or     | Or                   | Or (avec Ethan Mitchell et Edward Dawkins)       |
| Brisbane 2022               |        | Bronze               |                                                  |

### Championnats nationaux
- Champion de Nouvelle-Zélande de vitesse individuelle en 2013, 2014, 2015, 2016, 2017, 2020 et 2021
- Champion de Nouvelle-Zélande du keirin en 2014, 2015 et 2017
- Champion de Nouvelle-Zélande de vitesse par équipes en 2013 (avec Ethan Mitchell et Simon van Velthooven)